# Sindicato Obrero Mina Aguilar
El Sindicato Obrero Mina Aguilar (SOMA) fue un sindicato argentino de mineros. Pertenecía a la Asociación Obrera Minera Argentina, que a su vez pertenecía a la agrupación peronista de las 62 Organizaciones.

## Historia
Fue fundado el 26 de agosto de 1945.

### Huelga de 1964
Durante el gobierno radical de Arturo Umberto Illia, el SOMA, conducido por Avelino Bazán, participó del Plan de Lucha de la Confederación General del Trabajo. En 1964 el Sindicato y la empresa no alcanzaron un acuerdo en las negociaciones paritarias. SOMA exigía un aumento salarial del 50 % y 60 %, mientras la empresa ofrecía un 20 %. Como respuesta, más de 1000 obreros marcharon durante horas hacia San Salvador de Jujuy; se detuvieron en Maimará, al ser notificados de un acuerdo. Se había aceptado la oferta del Ministerio de Trabajo de la Nación de un 39,5 %, el cual fue pagado por el Gobierno de la provincia de Jujuy, pues la empresa se negó a hacerlo.

### El Aguilarazo
Durante la segunda mitad de 1973 Avelino Bazán fue director provincial de Trabajo del gobernador peronista de Carlos Snopek. No obstante esta favorable situación para los mineros, el 6 de noviembre de 1973, se produjo el «Aguilarazo». Entre otras cosas, fue la suspensión de las horas extras, que generaba una disminución de los salarios, lo que causó descontento. Los mineros fueron reprimidos por la Gendarmería Nacional, que reprimió a los obreros con armas de fuego, lo cual se saldó con nueve heridos y la muerte de Adrián Sánchez. Posteriormente llegó la intervención provincial y un aumento del sueldo en un 70 %. La empresa también acordó a cumplir las leyes provinciales n.º 1655 y 1814, a no reprimir los trabajadores y relevar al jefe de Personal. Dos días después, los directivos de la compañía se negaron a firmar la ratificación del acuerdo, aduciendo que habían sido obligados. Así las cosas, los mineros continuaron trabajando solos. El 14 de noviembre de 1973 el Ministerio de Trabajo de la Nación intervino restaurando el status quo ante.

### Terrorismo de Estado
Tras el golpe de Estado del 24 de marzo de 1976, militares, gendarmes y policías, capturaron a los directivos sindicales, allanando sus casas en procura de pruebas por el «delito de subversión».